# Natalia Zabala
Pour les articles homonymes, voir Zabala.
Natalia Zabala Arroyo, née le 11 mai 1983 à Saint-Sébastien en Espagne, est un mannequin espagnol ayant été couronné Miss Espagne 2007.